# Piola (métro de Milan)
Pour les articles homonymes, voir Piola.
Piola est une station de la ligne 2 du métro de Milan, située piazzale Gabrio Piola à Milan.